# Seignosse
Seignosse település Franciaországban, Landes megyében. Lakosainak száma 3914 fő (2022. január 1.). Seignosse Soustons, Angresse, Saubion, Soorts-Hossegor és Tosse községekkel határos.

## Népesség
A település népessége az elmúlt években az alábbi módon változott:
| Lakosok száma | 769  | 1404 | 1630 | 2779 | 3608 | 3843 | 3872 | 3876 | 3890 | 3914 |
|               | 1968 | 1982 | 1990 | 2006 | 2013 | 2015 | 2017 | 2019 | 2020 | 2022 |